# Мультифрактал
Мультифрактал — комплексний фрактал, який може детермінуватись не одним єдиним алгоритмом побудови, а кількома послідовними алгоритмами, що змінюють один одного. Кожен з них генерує патерн зі своєю фрактальною розмірністю. Для опису мультифракталу обчислюють мультифрактальний спектр, що містить у собі низку фрактальних розмірностей властивих елементам цього мультифракталу.
Мультифрактали також використовуються для моделювання поведінки цін схожої з ринковими системами (товарні, фінансові ринки). Стаття Бенуа Мандельброта в журналі Scientific American (лютий 1999, «Мультифрактальна прогулянка по Уолл-стріт») наочно демонструє цю подібність.